# Paul Liang Jiansen
Paul Liang Jiansen (chiń. 梁建森; ur. 6 maja 1964) – chiński duchowny katolicki, biskup Jiangmen od 2011.

## Życiorys
Święcenia kapłańskie otrzymał 8 grudnia 1991.
Został wybrany biskupem ordynariuszem Jiangmen. Sakrę biskupią przyjął z mandatem papieskim 30 marca 2011. 